# Tatsuya Furukawa
Tatsuya Furukawa (古川竜也 Furukawa tatsuya?, nac. 11 de agosto) es uno de los artistas mejor conocidos de Bemani, y también fue compositor más activo en Beatmania IIDX y en Pop'n music durante varios años. Ha incursionado en géneros musicales que van desde Disco House, R&B, Metal rock, hasta en Eurobeat y New wave de los año 80. En los primeros videojuegos de Beatmania IIDX , Tatsuya comúnmente usaba vocalistas ingleses, no muy diferente a Naoki Maeda y las ocasionales tracks de GF/DM.
Actualmente, Tatsuya ya no escribe canciones para Beatmania IIDX. Sin embargo él se encuentra todavía creando canciones de género Rock para las series de Guitar Freaks y DrumMania, el cual ha estado constantemente escribiendo canciones desde el 2007.
Recientemente, Tatsuya escribió una canción para Pop'n music Lapistoria llamado Bloody Mary su primera canción que no fue disponible para GF/DM en cuatro años.

## Discografía
Lo siguiente muestra las canciones creadas por el artista:

### beatmania IIDX
- 2nd style
  - Dancin' Into The Night
  - Headache
  - Hitch Hiker
  - I Was The One

- 3rd style
  - Skyscraper
  - Sense
  - never let you down (good-cool feat. JP Miles)
  - Make Your Move (good-cool feat. JP Miles)

- 4th style
  - CHECKING YOU OUT (good-cool feat. JP Miles)
  - Hitch Hiker2
  - CONGA (good-cool feat. JP Miles)
  - Under Construction

- 5th style
  - Come With Me (good-cool feat. Aundrea L.Hopkins)
  - Spin the disc
  - Flash of Love (good-cool feat. Mickin' Tackin')
  - Time is money

- 6th style
  - 19,November
  - Buffalo (good-cool feat. Hideo Suwa)
  - VJ ARMY

- 7th style
  - Last Message (good-cool feat. Meg)
  - Spooky
  - Somebody Like You

- 8th style
  - Blame (good-cool feat. Jeff Coote)
  - Blown My Heart Away (good-cool feat. Jeff Coote)
  - 夜のサングラス (School) - good-cool feat. すわひでお

- 9th style
  - Honey
  - I Was The One (80's EUROBEAT STYLE)(good-cool Remixed by NAOKI)
  - Your body (good-cool feat. Andrea L.Hopkins)

- 10th style
  - Drop on the floor
  - Think of me (good-cool feat. Sana)

- IIDX RED
  - Move Me (good-cool feat. Raj Ramayya)

- HAPPY SKY
  - First Resolution

- DistorteD
  - 罠

- GOLD
  - Make Me Your Own (good-cool feat. Raj Ramayya)
  - Sense 2007

- TROOPERS
  - Be OK (good-cool ft. Florence)

- EMPRESS
  - Secrets (good-cool ft. CHiCO)

- SIRIUS
  - Sunrise (good-cool ft.KOЯO)

- Resort Anthem
  - You Were The One    (good-cool ft. Brenda Vaughn)

beatmania III
- All is vanity
- Cyber girl
- Live together
- Overwhelming
- Shake It Down

beatmania complete MIX 2
- Nofia (Delaware)
- Turning The Motor Over (Delaware)
- ZANZIBAR (Delaware)

beatmania CORE REMIX
- jam jam reggae (JAM JAM MIX) (remixed by good-cool)

### Pop'n music
- pop'n music 4
  - Cry Out (good-cool feat. KoHey from Medical Trance Peach)
  - HONEまで ♡ トゥナイト (good-cool feat. Mickin' Tackin')

- pop'n music 6
  - Gotta Get My Groove On (good-cool feat. Aundrea L.Hopkins)
  - H@ppy Choice (good-cool feat. すわひでお)

- pop'n music 7
  - Cry Out (Superior mix) (good-cool feat. KoHey)
  - Denpasar
  - SA-DA-ME (good-cool feat. すわひでお)
  - ステテコ捨てて行こう (School)

- pop'n music 8
  - 恋のキャッチボール (good-cool feat. すわひでお)
  - H＠ppy Choice (Live ver.) (good-cool feat. すわひでお)
  - Late Riser
  - Miracle 4
  - Over the night
  - School Life (School)

- pop'n music 9
  - Absolute (dj TAKA feat. good-cool)
  - デパ地下のお話 (School)
  - SA-DA-ME (LONG ver.) (School)
  - コヨーテの行方 (ゆくえ) (good-cool feat. 山下直子)
  - Ping Pong Boogie (School)

- pop'n music 10
  - Blaster (good-cool　feat. Jeff Coote)
  - Go Easy!!!(good-cool　feat. さな)
  - Sabrina (School)
  - murmur twins (guitar pop ver.) (yu_tokiwa.djw merge scl.gtr)
  - ヒデオ体操第一 (すわパーキッツ|パンチとギターの人)

- pop'n music 11
  - Train (School)
  - Blue River (T-Bone)

- pop'n music いろは
  - 涙雨物語 (すわひでお/古川竜也)
  - Into The Light (good-cool feat. CHiCO)

- pop'n music  カーニバル
  - Passion Girl (近藤葵 from GOLD SEVENTEEN)
  - 已経忍不住了 (good-cool feat. ミッキー・マサシ)

- pop'n music ADVENTURE
  - In The Ruins (good-cool feat. CHiCO)
  - WHITE BIRDS (Mirage Mix) (T-Bone)

- pop'n music PARTY♪
  - Magical 4

- pop'n music THE MOVIE
  - ピエロのままで (good-cool ft.ATSUSHI from NEW ROTE'KA)
  - 流星☆ハニー Perforation Mix (新谷あきら Rmx by good-cool)
  - PITAゴラス☆KISS (good-cool ft.バッチ恋トシ)

- pop'n music せんごく列伝
  - 麗破唖甦～rebirth～ (good-cool ft.AYANO)
  - 紅ノ桃 (good-cool ft.Jouei from 閃-4-AIM)

- pop'n music TUNE STREET
  - Apple Butter

### GuitarFreaks & DrumMania
- GuitarFreaks V4 Яock×Rock&DrumMania V4 Яock×Rock
  - 5-10 (good-cool ft.近藤葵)

- GuitarFreaks V5&DrumMania V5
  - 田んぼの田 (good-cool ft.すわひでお)

- GuitarFreaks V6&DrumMania V6 BLAZING!!!!
  - Walnuts

- GuitarFreaks XG&DrumMania XG
  - 憧れのボディービル!! (good-cool ft.すわひでお)

- GuitarFreaksXG2＆DrumManiaXG2 Groove to Live
  - Around 40 (good-cool ft.すわひでお)

- GuitarFreaksXG3＆DrumManiaXG3
  - Eastern Lariat
  - 逆ナンされたのにドタキャン!! (good-cool ft.すわひでお)

- GITADORA
  - Elemental Creation -GITADO ROCK ver.- (dj TAKA meets DJ YOSHITAKA ft.guit.good-cool)

### jubeat
- jubeat copious
- 逆ナンされたのにドタキャン!! (good-cool ft.すわひでお)

## Álbumes
- good-cool Super Collection!! beatmania & pop'n music, lanzado el 4 de diciembre de 2002.[4]
- good-cool ultra expander, lanzado el 24 de junio de 2005.[5]
- good-cool crazy operation, lanzado el 24 de julio de 2009.[6]
- memories -still remain mix-, grabado junto con (dj TAKA 「milestone」).
- with you-X-sota mix-, grabado junto con (Sota Fujimori 「SYNTHESIZED」).